# Maine Township (comté de Cook, Illinois)
Maine Township est un township du comté de Cook dans l'Illinois, aux États-Unis,. 